# Hopman Cup 2006
La Hopman Cup 2006 est la 18e édition du tournoi de tennis Hopman Cup. Huit équipes mixtes participent à la compétition qui se déroule selon les modalités dites du « round robin » : séparées en deux poules de quatre équipes, les premières de chaque poule se disputent le titre en finale. Chaque confrontation entre deux pays comporte trois matchs : un simple dames, un simple messieurs et un double mixte souvent décisif.
Le tournoi se déroule à Perth, en Australie.

## Faits marquants
- Les États-Unis remportent leur 4e Hopman Cup (la 3e en 4 ans) face aux Pays-Bas qui atteignent pour la 1re fois la finale.

## Parcours
| No | Équipe                                       | Résultat       | Ultimes adversaires                  |
| -- | -------------------------------------------- | -------------- | ------------------------------------ |
| 1  | Lisa Raymond Taylor Dent                     | Victoire       | Michaëlla Krajicek Peter Wessels (4) |
| 2  | Samantha Stosur Wayne Arthurs puis Todd Reid | 2e du groupe A | 1 victoire 2 défaites                |
| 3  | Sofia Arvidsson Thomas Johansson             | 4e du groupe B | 1 victoire 2 défaites                |
| 4  | Michaëlla Krajicek Peter Wessels             | Finale         | Lisa Raymond Taylor Dent (1)         |

| No | Équipe                                | Résultat        | Ultimes adversaires              |
| -- | ------------------------------------- | --------------- | -------------------------------- |
| 1  | Gisela Dulko Gastón Gaudio            | 3e du groupe A  | 1 victoire 2 défaites            |
| 2  | Svetlana Kuznetsova Youri Chtchoukine | 3e du groupe B  | 1 victoire 2 défaites            |
| 3  | Anna-Lena Grönefeld Nicolas Kiefer    | 4e du groupe A  | 1 victoire 2 défaites            |
| 4  | Ana Ivanović Novak Djokovic           | 2e du groupe B  | 2 victoires 1 défaite            |
| 5  | Peng Shuai Peng Sun                   | tour de barrage | Michaëlla Krajicek Peter Wessels |

## Match de barrage
|  | Équipe 1 | Score | Équipe 2 |  |
|  | Pays-Bas | 2 – 1 | Chine    |  |

## Matchs de poule
L'équipe en tête de chaque poule est qualifiée pour la finale.

### Groupe A

#### Classement
| #   | Équipe victorieuse | Adversaire | Score |
| 1er | Allemagne          | Australie  | 2 - 1 |
| 2e  | Pays-Bas           | Argentine  | 2 - 1 |
| 3e  | Pays-Bas           | Australie  | 2 - 1 |
| 4e  | Argentine          | Allemagne  | 2 - 1 |
| 5e  | Pays-Bas           | Allemagne  | 3 - 0 |
| 6e  | Australie          | Argentine  | 2 - 1 |

| #   | Pays      | Points | Matchs | Sets   |
| --- | --------- | ------ | ------ | ------ |
| 1re | Pays-Bas  | 3 - 0  | 5 - 2  | 11 - 4 |
| 2e  | Australie | 1 - 2  | 4 - 5  | 9 - 11 |
| 3e  | Argentine | 1 - 2  | 4 - 5  | 9 - 11 |
| 4e  | Allemagne | 1 - 2  | 3 - 4  | 6 - 9  |

#### Matchs détaillés
|  | Équipe 1  | Score | Équipe 2  |  |
|  | Allemagne | 2 – 1 | Australie |  |

| Ordre des matchs | Joueurs             | Points au premier set | Points au second set | Points au troisième set |
| ---------------- | ------------------- | --------------------- | -------------------- | ----------------------- |
| 1                | Anna-Lena Grönefeld | 3                     | 68                   |                         |
| 1                | Samantha Stosur     | 6                     | 7                    |                         |
|                  |                     |                       |                      |                         |
| 2                | Nicolas Kiefer      | 6                     | 6                    |                         |
| 2                | Wayne Arthurs       | 3                     | 4                    |                         |
|                  |                     |                       |                      |                         |
| 3                | Grönefeld - Kiefer  | 4                     | 6                    | 7                       |
| 3                | Stosur - Arthurs    | 6                     | 3                    | 68                      |

|  | Équipe 1 | Score | Équipe 2  |  |
|  | Pays-Bas | 2 – 1 | Argentine |  |

| Ordre des matchs | Joueurs            | Points au premier set | Points au second set | Points au troisième set |
| ---------------- | ------------------ | --------------------- | -------------------- | ----------------------- |
| 1                | Michaëlla Krajicek | 6                     | 6                    |                         |
| 1                | Gisela Dulko       | 4                     | 2                    |                         |
|                  |                    |                       |                      |                         |
| 2                | Peter Wessels      | 6                     | 7                    |                         |
| 2                | Gastón Gaudio      | 2                     | 65                   |                         |
|                  |                    |                       |                      |                         |
| 3 (sans enjeu)   | Krajicek - Wessels | 6                     | 3                    | 65                      |
| 3 (sans enjeu)   | Dulko - Gaudio     | 4                     | 6                    | 7                       |

|  | Équipe 1 | Score | Équipe 2  |  |
|  | Pays-Bas | 2 – 1 | Australie |  |

| Ordre des matchs | Joueurs            | Points au premier set | Points au second set | Points au troisième set |
| ---------------- | ------------------ | --------------------- | -------------------- | ----------------------- |
| 1                | Michaëlla Krajicek | 4                     | 68                   |                         |
| 1                | Samantha Stosur    | 6                     | 7                    |                         |
|                  |                    |                       |                      |                         |
| 2                | Peter Wessels      | 7                     | 6                    |                         |
| 2                | Todd Reid          | 5                     | 4                    |                         |
|                  |                    |                       |                      |                         |
| 3                | Krajicek - Wessels | 6                     | 6                    |                         |
| 3                | Stosur - Reid      | 4                     | 2                    |                         |

|  | Équipe 1  | Score | Équipe 2  |  |
|  | Argentine | 2 – 1 | Allemagne |  |

| Ordre des matchs | Joueurs             | Points au premier set | Points au second set | Points au troisième set |
| ---------------- | ------------------- | --------------------- | -------------------- | ----------------------- |
| 1                | Gisela Dulko        | 6                     | 6                    |                         |
| 1                | Anna-Lena Grönefeld | 1                     | 0                    |                         |
|                  |                     |                       |                      |                         |
| 2                | Gastón Gaudio       | 3                     | 3                    |                         |
| 2                | Nicolas Kiefer      | 6                     | 6                    |                         |
|                  |                     |                       |                      |                         |
| 3                | Dulko - Gaudio      | 7                     | 6                    |                         |
| 3                | Grönefeld - Kiefer  | 5                     | 0                    |                         |

|  | Équipe 1 | Score | Équipe 2  |  |
|  | Pays-Bas | 3 – 0 | Allemagne |  |

| Ordre des matchs | Joueurs             | Points au premier set | Points au second set | Points au troisième set |
| ---------------- | ------------------- | --------------------- | -------------------- | ----------------------- |
| 1                | Michaëlla Krajicek  | 6                     | 7                    |                         |
| 1                | Anna-Lena Grönefeld | 4                     | 65                   |                         |
|                  |                     |                       |                      |                         |
| 2                | Peter Wessels       |                       |                      |                         |
| 2                | Nicolas Kiefer      | forfait               |                      |                         |
|                  |                     |                       |                      |                         |
| 3 (sans enjeu)   | Krajicek - Wessels  |                       |                      |                         |
| 3 (sans enjeu)   | Grönefeld - Kiefer  | forfait               |                      |                         |

|  | Équipe 1  | Score | Équipe 2  |  |
|  | Australie | 2 – 1 | Argentine |  |

| Ordre des matchs | Joueurs         | Points au premier set | Points au second set | Points au troisième set |
| ---------------- | --------------- | --------------------- | -------------------- | ----------------------- |
| 1                | Samantha Stosur | 7                     | 63                   | 6                       |
| 1                | Gisela Dulko    | 5                     | 7                    | 3                       |
|                  |                 |                       |                      |                         |
| 2                | Todd Reid       | 0                     | 3                    |                         |
| 2                | Gastón Gaudio   | 6                     | 6                    |                         |
|                  |                 |                       |                      |                         |
| 3                | Stosur - Reid   | 7                     | 6                    |                         |
| 3                | Dulko - Gaudio  | 5                     | 3                    |                         |

### Groupe B

#### Classement
| #   | Équipe victorieuse   | Adversaire           | Score |
| 1er | États-Unis           | Serbie-et-Monténégro | 2 - 1 |
| 2e  | Russie               | Suède                | 2 - 1 |
| 3e  | États-Unis           | Russie               | 2 - 1 |
| 4e  | Serbie-et-Monténégro | Suède                | 2 - 1 |
| 5e  | Suède                | États-Unis           | 2 - 1 |
| 6e  | Serbie-et-Monténégro | Russie               | 2 - 1 |

| #   | Pays                 | Points | Matchs | Sets   |
| --- | -------------------- | ------ | ------ | ------ |
| 1re | États-Unis           | 2 - 1  | 5 - 4  | 10 - 8 |
| 2e  | Serbie-et-Monténégro | 2 - 1  | 5 - 4  | 10 - 8 |
| 3e  | Russie               | 1 - 2  | 4 - 5  | 8 - 10 |
| 4e  | Suède                | 1 - 2  | 4 - 5  | 8 - 10 |

#### Matchs détaillés
|  | Équipe 1   | Score | Équipe 2             |  |
|  | États-Unis | 2 – 1 | Serbie-et-Monténégro |  |

| Ordre des matchs | Joueurs             | Points au premier set | Points au second set | Points au troisième set |
| ---------------- | ------------------- | --------------------- | -------------------- | ----------------------- |
| 1                | Lisa Raymond        | 2                     | 4                    |                         |
| 1                | Ana Ivanović        | 6                     | 6                    |                         |
|                  |                     |                       |                      |                         |
| 2                | Taylor Dent         | 6                     | 6                    |                         |
| 2                | Novak Djokovic      | 1                     | 4                    |                         |
|                  |                     |                       |                      |                         |
| 3                | Raymond - Dent      | 7                     | 6                    |                         |
| 3                | Ivanović - Djokovic | 63                    | 2                    |                         |

|  | Équipe 1 | Score | Équipe 2 |  |
|  | Russie   | 2 – 1 | Suède    |  |

| Ordre des matchs | Joueurs                  | Points au premier set | Points au second set | Points au troisième set |
| ---------------- | ------------------------ | --------------------- | -------------------- | ----------------------- |
| 1                | Svetlana Kuznetsova      | 7                     | 6                    |                         |
| 1                | Sofia Arvidsson          | 63                    | 4                    |                         |
|                  |                          |                       |                      |                         |
| 2                | Youri Chtchoukine        | 67                    | 64                   |                         |
| 2                | Thomas Johansson         | 7                     | 7                    |                         |
|                  |                          |                       |                      |                         |
| 3                | Kuznetsova - Chtchoukine | 6                     | 7                    |                         |
| 3                | Arvidsson - Johannson    | 3                     | 5                    |                         |

|  | Équipe 1   | Score | Équipe 2 |  |
|  | États-Unis | 2 – 1 | Russie   |  |

| Ordre des matchs | Joueurs                  | Points au premier set | Points au second set | Points au troisième set |
| ---------------- | ------------------------ | --------------------- | -------------------- | ----------------------- |
| 1                | Lisa Raymond             | 4                     | 1                    |                         |
| 1                | Svetlana Kuznetsova      | 6                     | 6                    |                         |
|                  |                          |                       |                      |                         |
| 2                | Taylor Dent              | 6                     | 6                    |                         |
| 2                | Youri Chtchoukine        | 2                     | 0                    |                         |
|                  |                          |                       |                      |                         |
| 3                | Raymond - Dent           | 6                     | 6                    |                         |
| 3                | Kuznetsova - Chtchoukine | 4                     | 1                    |                         |

|  | Équipe 1             | Score | Équipe 2 |  |
|  | Serbie-et-Monténégro | 2 – 1 | Suède    |  |

| Ordre des matchs | Joueurs               | Points au premier set | Points au second set | Points au troisième set |
| ---------------- | --------------------- | --------------------- | -------------------- | ----------------------- |
| 1                | Ana Ivanović          | 6                     | 6                    |                         |
| 1                | Sofia Arvidsson       | 3                     | 1                    |                         |
|                  |                       |                       |                      |                         |
| 2                | Novak Djokovic        | 64                    | 63                   |                         |
| 2                | Thomas Johansson      | 7                     | 7                    |                         |
|                  |                       |                       |                      |                         |
| 3                | Ivanović - Djokovic   | 6                     | 6                    |                         |
| 3                | Arvidsson - Johansson | 2                     | 4                    |                         |

|  | Équipe 1 | Score | Équipe 2   |  |
|  | Suède    | 2 – 1 | États-Unis |  |

| Ordre des matchs | Joueurs               | Points au premier set | Points au second set | Points au troisième set |
| ---------------- | --------------------- | --------------------- | -------------------- | ----------------------- |
| 1                | Sofia Arvidsson       | 2                     | 6                    | 6                       |
| 1                | Lisa Raymond          | 6                     | 2                    | 4                       |
|                  |                       |                       |                      |                         |
| 2                | Thomas Johansson      | 7                     | 2                    | 6                       |
| 2                | Taylor Dent           | 65                    | 6                    | 3                       |
|                  |                       |                       |                      |                         |
| 3 (sans enjeu)   | Arvidsson - Johansson | forfait               |                      |                         |
| 3 (sans enjeu)   | Raymond - Dent        |                       |                      |                         |

|  | Équipe 1             | Score | Équipe 2 |  |
|  | Serbie-et-Monténégro | 2 – 1 | Russie   |  |

| Ordre des matchs | Joueurs                  | Points au premier set | Points au second set | Points au troisième set |
| ---------------- | ------------------------ | --------------------- | -------------------- | ----------------------- |
| 1                | Ana Ivanović             | 1                     | 4                    |                         |
| 1                | Svetlana Kuznetsova      | 6                     | 6                    |                         |
|                  |                          |                       |                      |                         |
| 2                | Novak Djokovic           | 6                     | 6                    |                         |
| 2                | Youri Chtchoukine        | 0                     | 2                    |                         |
|                  |                          |                       |                      |                         |
| 3                | Ivanović - Djokovic      | 6                     | 7                    |                         |
| 3                | Kuznetsova - Chtchoukine | 2                     | 64                   |                         |

## Finale
|  | Équipe 1   | Score | Équipe 2 |  |
|  | États-Unis | 2 – 1 | Pays-Bas |  |